# مزرعه درازآباد
مزرعه درازآباد یک منطقهٔ مسکونی در ایران است که در دهستان سرپنیران واقع شده‌است.